# Успение Богородично (Гоце Делчев)
Вижте пояснителната страница за други значения на Успение Богородично.
„Успение Богородично“ е българска възрожденска църква в град Гоце Делчев (Неврокоп), България, в Неврокопската епархия на Българската православна църква. Обявена е за паметник на културата с местно значение.

## Местоположение
Църквата е изградена в квартал Вароша – в центъра на обществената градина на днешния град.

## История
Султанският ферман за строителството на църквата е издействан в 1830 година. Градежът започва в 1833 година, но е прекъснат поради чумна епидемия и е завършен чак в 1841 година, макар че освещаването става още в 1838 или 1839 година.
През втората половина на XIX век църквата попада в центъра на споровете между привържениците на Цариградската гръцка патриаршия и Българската екзархия. В крайна сметка построеният от българите храм е присвоен от патриаршистите.
Възрожденската църква „Успение Богородично“ е включена под ведомството на Неврокопската българска епархия след Междусъюзническата война.
Днес църквата е действащ православен храм и е със статут на паметник на културата с местно значение.

## Архитектура и интериор
В архитектурно отношение църквата е трикорабна псевдобазилика с една апсида на изток. Откритият трем в югозападния ъгъл е преустроен в параклис. Църквата е изградена от последователни редове камъни и тухли, като в зидарията са използвани и елементи – капители и колони, от по-стар храм. В 1904 година е долепена камбанария с две камбани.
Вътрешното пространство е разделено на три кораба чрез седем двойки колони, като в западната част е оформено женско отделение. Неговият парапет е начупен (извит) и украсен с ромбове, оцветени в сиво-синьо.
Изключително ценен е иконостасът на в църквата, рисуван и с майсторска резба по венчилката и царските двери. Той е масивен, четириделен, с частична дърворезба по олтарните двери и венчилката, както и по рамките на иконите. Цокълните табли са украсени с разцъфнали рози и пъпки върху светлосин фон. Тази декорация е късна и е закрила сцените от „Историята на Адам и Ева“. Дърворезбата на олтарните двери е позлатена и ажурна в горната част. В медальони са представени образите от „Благовещение“ и църковни отци. Венчилката е добре оформена с традиционния кръст и лами.
Част от иконите са дело на банския зограф Димитър Молеров. Другата част са на неизвестен много добър зограф. Повечето от малките иконостасни икони са на Серги Георгиев. Майсторски резбовани са владишкият трон и проскинитарият. В храма има много ценни преносими икони от Възраждането.
Иконите, разположени в иконостаса – 14 (12 царски и 2 странични) на царския ред, два реда празнични (по 23) и апостолски – 13 са изключително ценни. Те са изработени от различни иконописци. Част от тях принадлежат на втория представител на Банската художествена школа – Димитър Молеров, изписани през юли 1840 година и с подписани: „рука Димитриа от Разлог Банско“ („Възнесение Христово“, „Св. Илия“, „Христос Вседържител“ (с дарители Георги и Фиана), „Св. Никола“ (с имената на Никола, Натко, Петра, Георги), „Св. Атанасий“ – с дарение на две еснафски организации („хабаджийска и саматрижийска“).
Освен на иконостаса, икони са разположени до колоните в наоса – „Успение Богородично“ (1895), „Кръщение Христово“ (1888), „Св. Спиридон“ (1903) и други. Характерно за църквите в района е, че непосредствено до царските икони на иконостаса на северната и южната стена да се прибавя по още една икона. Конкретно тук
са изображенията на Свети Георги и Свети Димитър.
С майсторска изработка са другите църковни мебели – архиерейски трон с иконата на Христос, проскинитарий и амвон. Таваните са дървени, касетирани и апликирани. Средният е с изображението на Христос Вседържител с херувими около него, а в страничните – розети. Централната подова плоча е мраморна с изрязан двуглав орел с корона.